# Theridion palgongense
Theridion palgongense là một loài nhện trong họ Theridiidae.
Loài này thuộc chi Theridion. Theridion palgongense được Kap Yong Paik miêu tả năm 1996.